# Кошелев Василь Володимирович
Василь Володимирович Кошелев (1997—2022) — старший солдат підрозділу Збройних Сил України, учасник російсько-української війни, що загинув у ході російського вторгнення в Україну в 2022 році.

## Життєпис
Народився 15 вересня 1997 року в с. Катеринівка Кам'янського району (з 2020 року — Черкаського району) Черкаської області. 
Після закінчення загальноосвітньої школи здобув професію маляра-штукатура в м. Смілі на Черкащині. У 18-річному віці був призваний до Збройних Сил України, згодом уклав контракт і три роки проходив службу у військовій частині в м. Коломиї Івано-Франківської області. 
В подальшому мешкав у с. Бурківцях (з 2020 року — Тетіївської міської громади Білоцерківського району) на Київщині. У перший день російського вторгнення в Україну був призваний до Збройних Сил України за мобілізацією. В зв'язку з тим, що він не встигав дістатися до своєї військової частини, його було зараховано до складу 72-гої окремої механізованої бригади імені Чорних Запорожців в м. Білій Церкві. Старший солдат Василь Кошелев обіймав військову посаду заступника командира бойової машини, навідника-оператора 2 механізованої роти 1 механізованого батальйону. Разом зі своїми побратимами перебував на передовій у Донецькій та Луганській областях, а також на Сумщині. 
Загинув 22 квітня 2022 року поблизу смт Козача Лопань Дергачівської територіальної громади Харківського району Харківської області. Екіпаж БМП-2, в якому перебував також і Василь, не встиг евакуюватися з палаючої бойової машини.

## Родина
У загиблого Героя залишилася дружина Ольга та доньки Ірина (нар. 2018) та Валерія (нар. 2020). З майбутньою дружиною познайомився під час роботи в м. Києві.

## Нагороди
- Орден «За мужність» III ступеня (2022, посмертно) — за особисту мужність і самовіддані дії, виявлені у захисті державного суверенітету та територіальної цілісності України, вірність військовій присязі [3].